# Nia Sioux
Nia Sioux, all'anagrafe Nia Sioux Frazier (Pittsburgh, 20 giugno 2001), è un'attrice, cantante, ballerina e modella statunitense, nota per aver interpretato il ruolo di Emma Barber nella soap Beautiful (The Bold and the Beautiful).

## Biografia
Nia Sioux è nata il 20 giugno 2001 a Pittsburgh, in Pennsylvania (Stati Uniti d'America), da madre Holly Hatcher-Frazier (che è un'educatrice e celebrità televisiva) e da padre Evan Frazier, ed ha due fratelli che si chiamano Evan Frazier Jr e William Frazier.

## Carriera

### Carriera professionale
Nia Sioux si occupa di arte da quando aveva tre anni. Ha suonato la batteria per due anni e il pianoforte per più di cinque anni. È stata membro della Abby Lee Dance Company (ALDC) sin da piccola e appartiene alla squadra del concorso di danza Junior Elite della compagnia.
Dal 2011 al 2017 ha partecipato insieme a sua madre al reality show Dance Moms, da sette stagioni sul canale televisivo Lifetime. Ha partecipato come attrice e modella a diversi video musicali come Freaks Like Me di Todrick, It's A Girl Party di Mack Z e Turn Up The Track di Matty B. Nel 2013 ha fatto un'apparizione come ospite in un altro reality show di Abby Lee Miller, chiamato Abby's Studio Rescue. Ha modellato per varie riviste come Big City Kids, Sesi e Seventeen.
Nel 2018 ha interpretato il ruolo di Zoe Whitfield nel film Runnin' from My Roots diretto da Nancy Criss. Nel 2018 e nel 2019 è stata scelta per interpretare il ruolo di Emma Barber Beautiful (The Bold and the Beautiful). Nel 2019 e nel 2020 ha ricoperto il ruolo di Lily McKay nella serie Sunnyside Up. Nel 2020 ha interpretato il ruolo Willa nel cortometraggio Zombies 2: The Collab diretto da Elek Hendrickson.
Nel 2021 è stata inclusa nel cast del film I Am Mortal diretto da Tony Aloupis, nel ruolo di Sonitas. Nello stesso anno ha ricoperto il ruolo di Hanna Brooks nel film televisivo Imperfect High diretto da Siobhan Devine. Nel 2023 ha recitato nei film The Legend of Lake Ronkonkoma: The Lady of the Lake diretto da Maria Capp (nel ruolo di Jamie Schultz) e in The Lies I Tell Myself diretto da Tati Vogt (nel ruolo di Ally).

### Carriera musicale
Nia Sioux nella sua carriera musicale ha una discografia con brani come Star In Your Own Life e Slay in collaborazione con Coco Jones.

## Vita privata

### Filantropia
Nia Sioux non si è mai arresa nonostante una malattia che ha sofferto quando era piccola. Spesso visita le fondazioni per dare la loro testimonianza e aiutare i bambini ad essere protagonisti della propria vita nonostante tutto e sostiene i bambini malati di cancro e la protezione degli animali.

## Filmografia

### Attrice

#### Cinema
- Runnin' from My Roots, regia di Nancy Criss (2018)
- I Am Mortal, regia di Tony Aloupis (2021)
- The Legend of Lake Ronkonkoma: The Lady of the Lake, regia di Maria Capp (2023)
- The Lies I Tell Myself, regia di Tati Vogt (2023)

#### Televisione
- Beautiful (The Bold and the Beautiful) – soap opera, 59 episodi (2018-2019)
- Sunnyside Up – serie TV, 8 episodi (2019-2020)
- Imperfect High, regia di Siobhan Devine – film TV (2021)

#### Cortometraggi
- Zombies 2: The Collab, regia di Elek Hendrickson (2020)

#### Video musicali
- It's Like Summer di Lux (2011)
- Summer Love Song di Brooke, regia di Abby Lee Miller (2012)
- It's a Girl Party di Mack Z, regia di Andrew Logan e Abby Lee Miller (2014)
- Freaks Like Me di Todrick Hall (2014)
- Turn Up the Track di MattyB (2015)
- Slay di Nia Sioux, regia di Mikey Minden (2015)
- Dance di Todrick Hall, feat. Abby Lee (2016)
- Donuts (2020)

### Doppiatrice

#### Televisione
- The JoJo & BowBow Show Show – serie animata (2019)

## Teatro
- Trip Of Love

## Programmi televisivi
- Dance Moms (2011-2017)
- Abby's Ultimate Dance Competition (2013)
- The View (2015)

## Discografia

### Singoli
- 2015: Star In Your Own Life
- 2015: Slay, feat. Coco Jones
- 2016: DJ Fav (colonna sonora del film televisivo Imperfect High

## Doppiatrici italiane
Nelle versioni in italiano dei suoi film e delle sue serie TV, Nia Sioux è stata doppiata da:
- Sara Labidi[40] in Beautiful[41]

## Riconoscimenti
- International Christian Film Festival
  - 2019: Vincitrice come Miglior colonna sonora per il film Runnin' from My Roots
  - 2019: Candidata come Miglior colonna sonora per il film Runnin' from My Roots